# MIM-14 Nike-Hercules
MIM-14 «Найк-Геркулес» (англ. MIM-14 Nike Hercules; первоначально SAM-A-25) — американский зенитно-ракетный комплекс. Первый в мире зенитно-ракетный комплекс большого радиуса действия и первый в мире комплекс с ядерной боевой частью. Принят на вооружение армии США в 1958 году на смену предшествующему ЗРК «Найк-Аякс». Комплекс предназначался для прикрытия крупных административных, политических, экономических центров и военных объектов.

## История
Разработка следующей ракеты в семействе «Найк» началась в 1952 году, когда MIM-3 Nike Ajax только начинал развёртываться. Армия США хотела получить ракету с большим радиусом действия, большим потолком. При этом ракета должна была полностью использовать существующую и планирующуюся к развёртыванию инфраструктуру системы «Найк». Официально программа под названием SAM-A-25 Nike B была запущена в 1953 году. Основным разработчиком была корпорация Western Electric, за производство корпусов ракет отвечала компания Douglas Aircraft.
Первые испытания нового снаряда (огневые тесты) прошли в 1955 году. Первый успешный перехват воздушной беспилотной цели был выполнен в 1956, но из-за принятого решения о переводе ракеты на твёрдое топливо, разработка затянулась, и первый серийный образец был построен только в 1958 году.
Ещё в ходе работ было решено оснастить ракету ядерной боевой частью. Главной причиной была низкая разрешающая способность радаров того времени. На большой дистанции группа самолётов в плотном построении воспринималась радаром как один большой сигнал: выпущенная ракета рисковала просто проскочить между самолётами, не нанеся им никакого вреда. Проблему удалось решить, оснастив ракету ядерной боевой частью, радиус поражения которой превышал возможный промах ракеты. Кроме того, ядерная боевая часть увеличивала эффективность комплекса против скоростных сверхзвуковых целей, и снижала эффективность средств РЭБ неприятеля.

## Конструкция
Представлявший собой техническое развитие MIM-3 Nike Ajax, «Геркулес» заимствовал много элементов от предшественника. Его стартовая твердотопливная ступень представляла собой четыре твердотопливных ускорителя M5E1 Nike, объединённых в один блок под кодовым обозначением Hercules M42.
Изначально, основной двигатель ракеты также должен был быть развитием двигателя «Аякса». Но в ходе тестовых полётов, проводившихся в 1955, было сочтено (на основании проблем с эксплуатацией «Аяксов»), что жидкотопливный двигатель не является оптимальным, и должен быть заменен РДТТ. Серийные ракеты использовали РДТТ Thiokol M30.
В ходе разработки, было решено отказаться от не оправдавшей себя концепции трёх боеголовок «Аякса», и заменить их единой осколочно-фугасной боевой частью T45. В то же время, миниатюризация атомных зарядов позволила оснастить ракету ядерной боевой частью. В качестве таковой обычно использовалась боеголовка W-61, мощностью от 2 до 40 килотонн. Детонация боеголовки в воздухе могла разрушить летательный аппарат в радиусе нескольких сотен метров от центра, что позволяло эффективно поражать даже сравнительно сложные, малогабаритные цели вроде сверхзвуковых крылатых ракет. Потенциально также, Nike Hercules мог перехватывать одиночные боевые части баллистических ракет, что делало его первым комплексом, имевшим противоракетные возможности.
По мере развёртывания система подвергалась ряду модификаций. Изначально, MIM-14 Nike Hercules, как и предполагалось при разработке, использовал инфраструктуру «Аякса». Но в ходе разработки, было решено увеличить возможности системы. Модернизация под обозначением Improved Hercules включала в себя установку нового радара обнаружения HIPAR (High-Power Acquisition Radar), и модернизацию радаров слежения за целью TTR (Target Tracking Radar) и Missile Tracking Radar (MTR), придавшую им повышенную устойчивость к помехам и возможность отслеживания высокоскоростных целей. Дополнительно был установлен радар Target Ranging Radar (TRR), осуществлявший постоянное определение дистанции до цели и выдававший дополнительные поправки для счетно-решающего устройства.

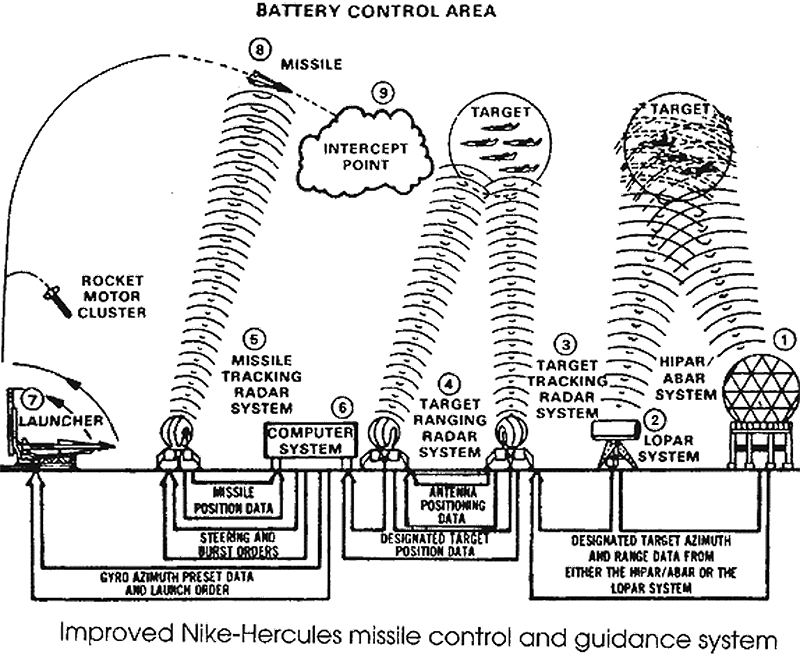
Схема действия комплекса Nike Hercules

### Противоракетное применение
Возможности «Nike Hercules» по перехвату скоростных высоколетящих целей потенциально позволяли ему перехватывать и баллистические цели — вроде оперативно-тактических ракет или боеголовок БРМД и БРСД. Перехват осуществлялся путём подрыва ядерной боевой части «Геркулеса» вблизи неприятельской ракеты. Однако, система была не способна к противостоянию МБР из-за их высокой скорости, превышавшей скорость реакции системы.
Для обеспечения возможностей противоракетного перехвата, система была модернизирована с использованием улучшенных антенн радара TTR и увеличения быстродействия компьютеров с 30 секунд на выработку огневого решения до 0,2 секунды. В 1960 году системой Improved Hercules был осуществлен первый успешный перехват баллистической ракеты — оперативно-тактической MGM-5 Corporal — при помощи ядерной боевой части.

### Противоповерхностное применение
Благодаря наличию ядерной боевой части и значительной дальности действия система «Nike Hercules» могла также применяться для поражения наземных целей. При этом компьютеру управления ракетой задавались координаты наземной цели. Используя радар MTR, автоматика выводила ракету в расчетную точку над целью, после чего переводила её в вертикальное пикирование, продолжая при этом удерживать ракету на курсе. В момент достижения предварительно установленной высоты подрыва барометрический взрыватель активировал атомную боевую часть: для конвенционных боевых частей был предусмотрен ударный взрыватель.
Из-за низкой мобильности компонентов системы подобное решение в основном могло применяться для обороны стратегических позиций от наступающего противника. В то же время высокая точность и дальнобойность ракеты (дальность полёта ракеты по баллистической была ограничена только возможностями радара MTR) делали её достаточно опасным оружием.

## Развёртывание системы
С 1958 года ракеты MIM-14 Nike Hercules развёртывались в комплексах системы «Найк» на замену MIM-3 Nike Ajax. Всего в ПВО США к 1964 году было развернуто 174 батареи новых ракет, что позволило придать всем основным промышленным районам эффективное противовоздушное и ограниченное противоракетное прикрытие. Все развернутые в США ракеты несли ядерные боевые части.
Помимо США, ракеты Nike Hercules развёртывались ещё в 11 странах Европы и Азии, также как и на американских военных базах в Европе. 
В 1967 году правительство Японии утвердило третий пятилетний план развития вооружённых сил (на период с апреля 1967 до марта 1972 года), в соответствии с которым было принято решение освоить при технической помощи США производство зенитных ракет "Nike-Hercules". Выполнение задания было поручено "Mitsubishi Heavy Industries", на эти цели было выделено 1400 млн. долларов США. После завершения испытаний, ракеты японского производства были приняты на вооружение под наименованием Nike J. 
В Южной Корее дизайн ракет Nike Hercules был использован как основа при создании первых баллистических ракет Hyunmoo.
Ракеты изготавливали до 1964 года. С 1969 года ракеты начали снимать с вооружения. Армия планировала заменить их новым ЗРК MIM-104 Patriot, но по ряду причин этот план так и не был воплощен. К 1974 году последний комплекс Nike Hercules снят с боевого дежурства в США, завершив историю наземного централизованного ПВО Северной Америки. В Европе комплексы сняты с вооружения к концу 1980-х годов, а списаны из резерва в начале 2000-х.

## Оценка проекта
Зенитно-ракетный комплекс MIM-14 Nike Hercules был самым могущественным комплексом объектового ПВО до появления советского ЗРК С-200. Большая дальность поражения и возможность применения ядерной боевой части позволяли поражать высоколетящие скоростные цели, включая одиночные боеголовки баллистических ракет.
Как и предшественник MIM-3 Nike Ajax имел очень плохую мобильность, в чём уступал советскому С-75, хотя превосходил его по большинству боевых параметров. Возможности комплекса по низколетящим и многочисленным целям ограничены.

## Стоял на вооружении в странах
- Бельгия
- Германия
- Греция
- Италия
- Япония
- Норвегия
- Китайская Республика
- Республика Корея
- Испания
- Турция

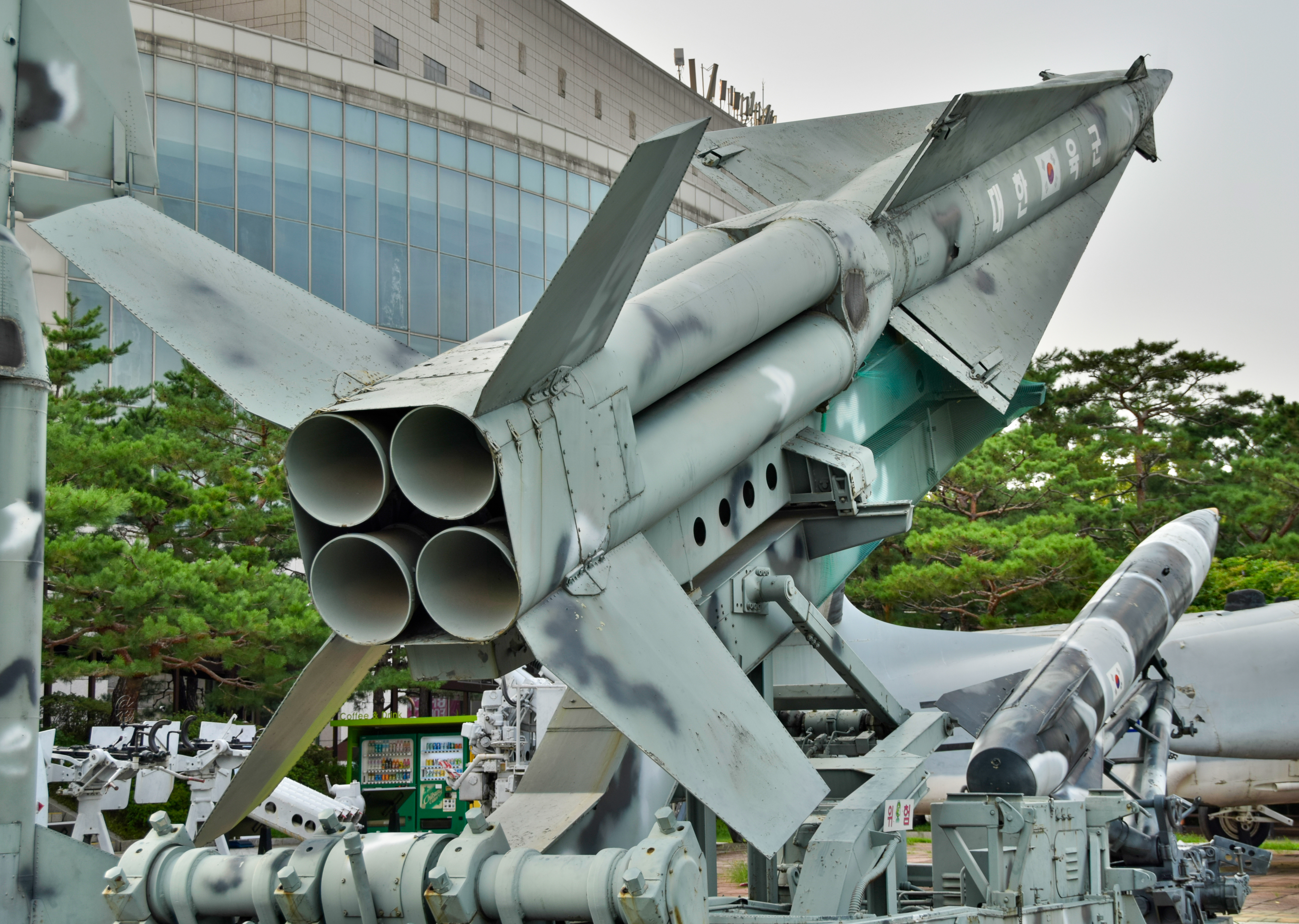
Ракеты "MIM-14 Nike" вооруженных сил Южной Кореи

- США — на 1963 год в наличии было 134 батареи.

## Характеристики
- Система наведения: радиокомандная
- Масса ракеты: 4850 кг
- Длина: 12,5 м
- Размах крыльев: 1,88 м
- Макс, скорость полёта: 3,7 М
- Высота поражения цели: до 45000 м
- Дальность стрельбы: до 140 км
- Боевая часть: ОФ или ядерная мощностью 2-40 кт.